# Zakładowa kontrola produkcji
Zakładowa kontrola produkcji (ZKP) (ang. Factory Production Control, FPC) – stała wewnętrzna kontrola produkcji, prowadzona przez producenta, której wszystkie elementy, wymagania i postanowienia przyjęte przez producenta powinny być w sposób systematyczny dokumentowane poprzez zapisywanie zasad i procedur postępowania.
System dokumentowania kontroli powinien gwarantować jednolitą interpretację zapewnienia jakości i umożliwić osiągnięcie wymaganych cech wyrobu oraz efektywności działania systemu kontroli produkcji. Zakładowa kontrola produkcji opisana jest w normach zharmonizowanych dla poszczególnych wyrobów lub normach powołanych. Zakładowa kontrola produkcji jest wymagana prawnie w ocenie zgodności dla wyrobów budowlanych używanych w krajach UE. W Polsce od 2004 roku (ustawa z dnia 16 kwietnia 2004 r. o wyrobach budowlanych).